# Leôncio Martins Rodrigues
Leôncio Martins Rodrigues Netto (São Paulo, 21 de janeiro de 1934 – São Paulo, 3 de maio de 2021) foi um sociólogo, cientista político, pesquisador e professor universitário brasileiro.
Comendador e grande oficial da Ordem Nacional do Mérito Científico, Comendador da Ordem de Rio Branco, membro titular da Academia Brasileira de Ciências, Leôncio era professor titular aposentado do Departamento de Ciência Política da Universidade de Campinas (Unicamp) e foi professor titular da Universidade de São Paulo.
Pioneiro da sociologia do trabalho no Brasil, Leôncio foi um dos principais responsáveis pela criação e consolidação da moderna sociologia industrial e do trabalho no país. Foi um dos responsáveis pela criação do Centro Brasileiro de Análise e Planejamento (CEBRAP).

## Biografia

### Primeiros anos
Leôncio nasceu na capital paulista, em 1934. Veio de família tradicional, com três irmãos mais novos, onde um de seus avôs fora juiz e delegado. Uma de suas avós foi diretora de um grupo escolar. Seu pai e seus tios lutaram na Revolução de 1932 e uma avó foi enfermeira voluntária. Seu pai chegou a ingressar na faculdade, no curso de engenharia da Universidade Presbiteriana Mackenzie, mas não concluiu. Tornou-se fiscal da Secretaria da Agricultura, no Serviço de Proteção à Caça e à Pesca.
Por causa do emprego do pai, a família morou em vários lugares como Itapetininga, Taubaté, onde Leôncio fez o antigo primário, depois para Assis. A família não queria se mudar para um lugar que, na época, era muito ermo, mas divergências políticas de seu pai com a chefia da secretaria o obrigaram a ir. Leôncio fez o primeiro ano do ginásio em Assis, mas no segundo a família já tinha se mudado novamente, desta vez para Santos. Por volta dessa época, seu pai foi nomeado diretor do Instituto de Pesca.
Ainda que a família não fosse uma ávida leitora, Leôncio sempre gostou de ler. Começou com gibis e depois com contos policiais. Quando chegou no colegial, a família retornou para São Paulo. A família insistiu que ele tentasse ingressar na Escola Militar, mas reprovou na prova, o que Leôncio comemorou. Terminou o colégio e começou a se preparar para prestar vestibular para o curso de Direito, o único que Leôncio achava ter aptidão. Para se preparar para o curso, começou a trabalhar em um escritório de advocacia.
Ainda estava no colégio quando começou a se interessar por política. Um parente era membro do Partido Socialista do Brasil e o levou para conhecer as reuniões do partido. Cada vez mais engajado no partido, um dia o convidaram a aderir ao trotskismo. Leôncio mergulhou no trotskismo, militando pelo movimento por cerca de sete anos e com isso parou de estudar. Divergências internas o fizeram romper com o movimento quando tinha cerca de 24 anos.
Sendo um bom aluno de História e Geografia e por influência de seus professores no então ensino colegial da escola Fernão Dias, Ruth Cardoso e Fernando Henrique, um amigo de Leôncio sugeriu que ele fizesse o curso de Ciências Sociais. Mas antes do vestibular ele precisava terminar o ensino colegial. Assim, Leôncio foi para o curso normal noturno depois de um período no diurno. De dia trabalhava em uma repartição para estudar à noite, mas mesmo assim, devido à sua militância política, acabou largando os estudos várias vezes.

## Faculdade
Leôncio ingressou nas Ciências Sociais da Universidade de São Paulo aos 25 anos. Passou em primeiro lugar no vestibular, tendo domínio de vários idiomas e uma grande bagagem pelas leituras derivadas de sua militância política. Estava em seu terceiro ano de curso quando Florestan Fernandes o convidou para um grupo de trabalho criado por Fernando Henrique Cardoso, o Centro de Sociologia Industrial e do Trabalho (Cesit), onde Leôncio ingressou como auxiliar de pesquisa.

## Carreira
Leôncio concluiu a graduação em 1962. Em 1964, obtém o título de mestre em Sociologia com a dissertação “Funções e Manifestações do Conflito Industrial em S. Paulo”. Em seguida, com orientação também de Florestan Fernandes, defenderia a tese “Atitudes Operárias na Indústria Automobilística” em 1967. Já como docente da Universidade de São Paulo, defendeu a tese de livre-docência “Trabalhadores e Sindicatos no Processo de Industrialização” em 1972. Tornou-se professor adjunto em Ciência Política Comparada em 1975 e depois professor titular em Ciência Política mediante defesa do memorial, em 1981.
Em 1985, migrou para a Universidade de Campinas (Unicamp) a fim de colaborar com programa de pós-graduação em Ciência Política, onde sua pesquisa focou, principalmente, o sindicalismo brasileiro. Aposentou-se da USP em 1987. Em seguida, se transferiu para o Departamento de Sociologia para o Departamento de Ciência Política da mesma universidade. Nessa época, seu estudo era dos atores políticos, mais especificamente para as fontes sociais de recrutamento das lideranças partidárias. Estou as origens sociais dos dirigentes do antigo PCB entre 1930 e 1964; dos deputados eleitos em 1986 para a Assembleia Nacional Constituinte; das lideranças do PT e do deputados federais da 51ª Legislatura (eleita em 1998).
Aposentado da Unicamp em 2003, continuou como professor colaborador, estudando as mudanças sociais na composição da classe política brasileira.

## Morte
Leôncio fazia tratamento para a doença de Parkinson e estava internado havia três meses no Hospital Sírio-Libanês, em São Paulo. Ele morreu em 3 de maio de 2021, na capital paulista, aos 87 anos.

## Principais publicações
- Mudanças na Classe Política Brasileira. 1. ed. São Paulo: Publifolha, 2006. v. 1. 181p.
- Partidos Políticos, Ideologia e Composição Social. 1. ed. S. Paulo: Editora da Universidade de S. Paulo (EDUSP), 2002. v. 2000. 242p.
- Destino do Sindicalismo. 1. ed. S. Paulo: Editora da Universidade de S. Paulo (EDUSP), 1999. v. 1000. 335p.
- Força Sindical: Uma Análise Sócio-Política (em colaboração com Adalberto Moreira Cardoso). S. Paulo: Paz e Terra, 1993. v. 3.000. 172p.
- Quem É Quem na Constituinte: Uma Análise Sócio-Política dos Partidos e Deputados. S. Paulo : Oesp-Maltese, 1987. 368p
- Trabalhadores, Sindicatos e Industrialização. S. Paulo, SP: Editora Brasiliense, 1974. v. 3.000. 159p.
- Industrialização e Atitudes Operárias. S. Paulo: Editora Brasiliense, 1970. v. 2000. 217p.
- Sindicalismo e Sociedade. 1. ed. S. Paulo: Difusão Européria do Livro, 1968. v. 1. 360p.
- Conflito Industrial e Sindicalismo no Brasil. S. Paulo, SP: Difusão Européia do Livro, 1966. v. 2.000. 222p.